# Signalposten
Signalposten var et dansk tidsskrift, der blev udgivet fra 1963 som medlemsblad for Dansk Model-Jernbane Klub, fra juli 1964 sammen med Jernbanehistorisk Selskab som et tidsskrift, baseret på abonnementssalg. Bladets første redaktør var F. Hermind. Efter at udgivelsen havde været indstillet i 1966-67, trådte Ulf Holtrup til som redaktør i 1968. Han beholdt denne post indtil han i 1993 besluttede at nedlægge bladet kort før sin død.
Tidsskriftets indhold er - foruden foreningsmeddelelser - artikler om modelbaner og jernbanehistorie. Næsten hvert nummer indeholder artikler om nedlagte jernbanestrækninger, jernbanemateriel, banegårde eller jernbanefærger. Disse artikler har betydelig kildeværdi, fordi de blev skrevet af erfarne jernbaneentusiaster, der tilsammen udgjorde et kritisk fagligt miljø og var tæt på begivenhederne i de årtier, hvor mange danske jernbaner blev nedlagt.
Signalposten er lagt på nettet, hvor man kan læse de enkelte numre og downloade dem i PDF.
Et af Signalpostens redaktionsmedlemmer var Erik V. Pedersen, som nu har sin egen hjemmeside EVP, der rummer en stor samling af gamle jernbanebilleder.